# Comté d'Edmonson
Le comté d'Edmonson (en anglais : Edmonson County) est un comté de l'État du Kentucky aux États-Unis.
Créé en 1826, son siège se situe à Brownsville. Au recensement de 2010, la population comptait 12 161 individus. Pour les statistiques, le comté fait partie de la zone métropolitaine de Bowling Green. Le nom du comté tire son origine du capitaine John Edmonson qui se distingua lors de la bataille de la rivière Raisin durant la guerre de 1812. La vente d'alcool est interdite dans le comté (Dry county).

## Géographie
Selon le Bureau du recensement des États-Unis, le comté a une superficie totale de 798 km2 dont 14 km2 d'étendues d'eau. Le Barren River Lake se situe au sud du comté où il borde également le comté d'Allen.

### Comtés voisins
|                 | Comté de Grayson |                 |
| Comté de Butler | Comté d'Edmonson | Comté de Hart   |
| Comté de Warren |                  | Comté de Barren |

## Démographie

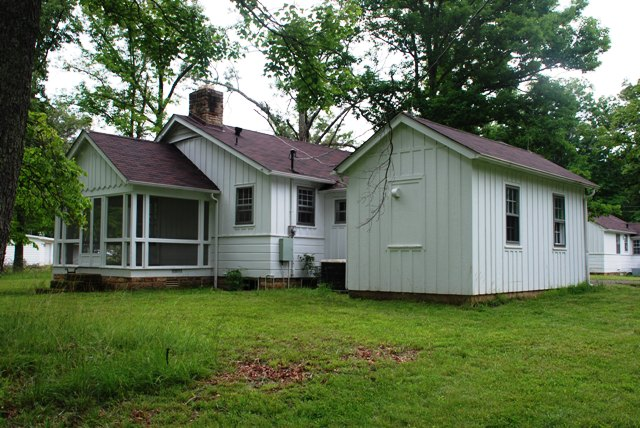
Maison du Residential Area District, district historique au sein du parc national de Mammoth Cave.

Selon le recensement de 2000, sur les 11 644 habitants du comté, on dénombrait 4 648 ménages et 3 462 familles. La densité de population était de 8 habitants par km2 et la densité d’habitations (6 104 au total) était de 13 habitations par km2. La population était composée de 98,39 % de blancs, de 0,58 % d’afro-américains, de 0,44 % d’amérindiens et de 0,07 % d’asiatiques.
31,80 % des ménages avaient des enfants de moins de 18 ans, 62,2 % étaient des couples mariés. 23,6 % de la population avait moins de 18 ans, 9,0 % entre 18 et 24 ans, 27,8 % entre 25 et 44 ans, 25,3 % entre 45 et 64 ans et 14,4 % au-dessus de 65 ans. L’âge moyen était de 38 ans alors que la proportion de femmes était de 100 pour 92,5 hommes.
Le revenu moyen d’un ménage était de 25 413 dollars.

## Transport
Les deux routes principales du comté sont la KY 70 et la KY 259. 
L'Interstate 65 traverse le sud-ouest du comté mais ne possède pas de sortie ni d'accès dans le comté.

## Attractions
La plus grande attraction touristique du comté est le parc national de Mammoth Cave. On y trouve également le lac Nolin au nord. Celui-ci fait partie du parc d'État du Kentucky et il est possible d'y pêcher et de s'y détendre. On y trouve notamment des districts historiques, le Maintenance Area District et le Crystal Cave District.